# 影子內閣 (英國)
英皇陛下最忠誠的反對黨影子內閣（英語：His Majesty's Most Loyal Opposition Shadow Cabinet），簡稱影子內閣（Shadow Cabinet），是由英國官方反對黨的資深成員所组成的決策團隊。影子內閣會透過質詢及監察政府的對應內閣大臣，並制定反對黨的政綱和擔當其政策發言人，逼使執政黨為其政策及行動辯護及負起政治責任。
任何影子大臣及部長皆由反對黨領袖挑選及任命。按照慣例，大部分影子大臣都是由國會議員中挑選，而其他職位就由上議院議員擔任。值得注意的是，反對黨的前座議員團隊亦包括影子初級大臣，但他們並不屬於影子內閣。而且，只有反對黨領袖、上議院及下議院的反對黨首席黨鞭及副首席黨鞭能領取額外薪俸；其餘影子內閣職位都是無薪的。
自2024年7月起，英國的官方反對黨是下議院最大在野黨的保守黨。由此，現時的影子內閣團隊為栢丹娜影子內閣。

## 現屆影子內閣名單
| 職務                                              | 影子大臣 | 任期                                              |                   |
| ------------------------------------------------- | -------- | ------------------------------------------------- | ----------------- |
| 影子內閣大臣                                      |          |                                                   |                   |
| 反對黨領袖                                        |          | 栢丹娜 議員閣下 選區：西北艾塞克斯                | 2024年11月2日至今 |
| 影子財政大臣                                      |          | 施榮達 議員閣下 選區：中德雲                      | 2024年11月4日至今 |
| 影子外交聯邦及發展事務大臣                        |          | 彭黛玲女爵士 議員閣下 選區：威特姆                | 2024年11月4日至今 |
| 影子內政大臣                                      |          | 范翹思 議員閣下 選區：南歌來頓                    | 2024年11月5日至今 |
| 影子蘭開斯特公爵領地事務大臣 影子北愛爾蘭事務大臣 |          | 亚历克斯·伯格哈特 議員 選區：布倫特伍德和翁加     | 2024年11月5日至今 |
| 影子國防大臣                                      |          | 詹姆士·卡特利吉 議員 選區：南薩福克               | 2024年11月5日至今 |
| 影子大法官 影子司法大臣                           |          | 鄭偉祺 議員閣下 選區：紐瓦克                      | 2024年11月4日至今 |
| 影子教育大臣                                      |          | 卓諾華 議員閣下，MBE 選區：塞文奧克斯             | 2024年11月4日至今 |
| 影子衛生及社會關懷大臣                            |          | 愛德華·阿格 議員閣下 選區：梅爾頓與賽斯頓         | 2024年11月5日至今 |
| 影子房屋社區及地方政府大臣                        |          | 凱文·霍林拉克 議員 選區：瑟斯頓和莫爾頓           | 2024年11月5日至今 |
| 影子環境食物及鄉郊事務大臣                        |          | 维多利亚·阿特金斯 議員閣下 選區：勞斯和合恩塞     | 2024年11月5日至今 |
| 影子商業及貿易大臣                                |          | 安德鲁·格里菲斯 議員 選區：阿倫德爾和南部丘陵     | 2024年11月5日至今 |
| 影子能源安全及淨零大臣                            |          | 郭嘉兒 議員閣下 選區：東薩里                      | 2024年11月5日至今 |
| 影子就業及退休保障大臣                            |          | 海倫·懷特利 議員 選區：法弗舍姆和中肯特           | 2024年11月5日至今 |
| 影子運輸大臣                                      |          | 加雷斯·培根 議員 選區：奧平頓                     | 2024年11月5日至今 |
| 影子文化傳媒及體育大臣                            |          | 斯圖爾特·安德魯 議員閣下 選區：達文特里           | 2024年11月5日至今 |
| 影子科學創新及科技大臣                            |          | 艾倫·麥 議員 選區：哈文特                         | 2024年11月5日至今 |
| 影子蘇格蘭事務大臣                                |          | 安德魯·博維 議員 選區：西阿伯丁郡和金卡丁         | 2024年11月5日至今 |
| 影子威爾斯事務大臣 影子婦女及平等事務部長         |          | 米姆斯·戴維斯 議員 選區：東格林斯特德與阿克菲爾德 | 2024年11月5日至今 |
| 影子下議院領袖                                    |          | 傑西·諾曼 議員閣下 選區：赫里福德和南赫里福德郡   | 2024年11月5日至今 |
| 影子上議院領袖                                    |          | 杜立勤勳爵 閣下，CBE，PC                          | 2024年11月5日至今 |
| 列席影子內閣會議的其他成員                        |          |                                                   |                   |
| 影子財政部首席秘書                                |          | 理查德·富勒 議員，CBE 選區：北百福德郡            | 2024年11月5日至今 |
| 下議院首席黨鞭                                    |          | 麗貝卡·哈里斯女爵士 議員，DBE 選區：卡斯爾波恩特  | 2024年11月3日至今 |
| 上議院首席黨鞭                                    |          | 蘇珊·威廉姆斯女男爵 議員，PC                      | 2024年11月5日至今 |
| 影子英格蘭及威爾斯檢察總長                        |          | 大衛·沃爾夫森勳爵 閣下，KC                        | 2024年11月5日至今 |
| 反對黨領袖政務私人秘書                            |          | 朱莉亞·洛佩茲 議員 選區：霍恩徹奇及阿普敏斯特     | 2024年11月5日至今 |

## 資料來源
1. ↑  . Institute for Government. 2021-05-20  [2024-08-12]. （原始内容存档于2024-07-16） （英语）.
2. ↑   (PDF). House of Commons Library: 51.   [2020-04-09]. （原始内容存档 (PDF)于2020-04-09） （英语）.
3. ↑  英國國會.  [英皇陛下官方反對黨：影子內閣]. 2024-11-04 （英国英语）.

## 外部連結
- Her Majesty's Official Opposition（页面存档备份，存于）